# Комекші
Комекші́ (каз. Көмекші) — село у складі Казталовського району Західноказахстанської області Казахстану. Входить до складу Жанажольського сільського округу.
Населення — 273 особи (2021; 383 у 2009, 477 у 1999, 475 у 1989).